# Peter Friedrich Kanngießer
Peter Friedrich Kanngießer (* 3. Mai 1774 in Glindenberg; † 7. April 1833 in Greifswald) war ein deutscher Historiker, Dichter und Hochschullehrer.

## Leben
Peter Friedrich Kanngießer besuchte zuerst die Schule in Burg, sodann von 1793 bis 1795 das Gymnasium in Altenburg und studierte von 1795 bis 1799 Theologie in Halle (Saale). Zur Bestreitung seines Lebensunterhalts unterrichtete er an den Schulen der Franckeschen Stiftungen. Er war ab November 1799 erster Lehrer an der Schule des Waisenhauses in Bunzlau. Dieses Waisenhaus, eine Stiftung des Maurermeisters Zahn, besaß nach dem Vorbild von Halle und Züllichau auch Klassen zur Vorbereitung auf das Universitätsstudium. Daher war dem Direktor Woltersdorff ein mit den Verhältnissen in Halle vertrauter Lehrer willkommen. 1805 folgte Kanngießer einem Ruf Mansos, als  Professor für griechische und römische Literatur an das Maria-Magdalenen-Gymnasium in Breslau zu wechseln. Dort wurde er 1810 zugleich Lehrer an der neu errichteten Kriegsschule und 1814 Privatdozent an der neu eingerichteten Universität, nachdem er seine Habilitationsschrift De primordiis historiae antiquissimis verteidigt hatte. Er war als Hausfreund der Familie mit Karl von Holtei bekannt, dem er 1817 beim Nachholen des Abiturs zur Seite stand.
Bis dahin hatte Kanngießer zahlreiche Beiträge für Zeitschriften verfasst und selbst periodische Blätter herausgegeben, so 1800–05 in der Bunzlauer Monatsschrift, 1804 eine Wochenschrift unter dem Titel Der fliegende Ritter und 1809 das Breslauer Tagebuch. Auch Romane und Dichtungen erschienen von ihm, so die Gräfin von Rosenberg (1804), Der Palmenhain (1805), ein großes Epos in Hexametern, Tataris oder das befreite Schlesien (1811), reich an lebendigen Schlachtenbildern, und zwei Bücher Oden (1815).
Seitdem Kanngießer an der Universität lehrte, richtete er seine Studien mehr auf die Altertumswissenschaft. 1815 erschien in Halle sein Grundriß der Altertumswissenschaft, in dem er sich bemühte, Mythen zur Kirchen- und Religionsgeschichte umzuformen. 1817 folgte in Breslau das gelehrte Werk Die komische Bühne in Athen, das allgemeine Aufmerksamkeit erregte. Dieses Buch veranlasste auch seine 1817 erfolgte Berufung als ordentlicher Professor für Geschichte an die Universität Greifswald. Nun wandte er sich der pommerischen Geschichte und Altertumskunde zu. Für deren Erforschung bereitete er durch seine Mitteilungen aus Greifswald und Pommern (1821) die Wirksamkeit der Gesellschaft für pommerische Geschichte vor und begann gleichzeitig seine Sammlung vaterländischer Altertümer, die in den Besitz der Universität Greifswald überging. 1819 war seine kleine Gedenkschrift für den 1818 verstorbenen Pastor und Dichter Ludwig Gotthard Kosegarten erschienen. 1821 wurde Kanngießer zum Rektor der Universität gewählt. 1824 verfasste er den ersten Band seiner Geschichte von Pommern, der die Bekehrung Pommerns zum Christentum bis 1129 behandelt. Es unterblieb aber eine Fortsetzung des Werks.
Kanngießer schrieb auch zahlreiche Beiträge auf dem Gebiet des christlichen Altertums und der Geschichte für die von Johann Samuel Ersch und Johann Gottfried Gruber ab 1818 herausgegebene Allgemeine Encyclopädie der Wissenschaften und Künste. Als letztes Werk legte er eine Übersetzung des Geschichtswerks des byzantinischen Historikers Prokopios von Caesarea aus dem Griechischen (1827–31) mit Erläuterungen vor. Er starb am 7. April 1833 im Alter von 58 Jahren in Greifswald.

## Werke
- Der Palmenhain. Breslau 1805 (Digitalisat)
- Tataris, oder das befreiete Schlesien, in 18 Gesängen. 1811
- Oden. 2 Bände 1814
- Grundriß der Alterthumswissenschaft. Halle 1815 (Digitalisat)
- Die alte komische Bühne in Athen. Breslau 1817 (Digitalisat)
- Mittheilungen aus Greifswald und Pommern. 1821
- Geschichte von Pommern bis auf das Jahr 1129. Band 1: Bekehrungsgeschichte der Pommern zum Christenthume, Greifswald 1824 (Digitalisat)
- Des Prokopius von Cäsarea Geschichte seiner Zeit. 4 Bände, Greifswald 1827–1831

## Weblink
- Zygmunt Szultka: Profesor Peter Friedrich Kanngiesser- zapomniany badaczsłowiańszczyzny i kaszubszczyzny. In: Acta Cassubiana Band 6 (2004), S. 51–61.

| Vorgänger                  | Amt                                    | Nachfolger          |
| -------------------------- | -------------------------------------- | ------------------- |
| Ludwig Julius Caspar Mende | Rektor der Universität Greifswald 1821 | Johann Karl Fischer |

| Personendaten    | Personendaten                                     |
| ---------------- | ------------------------------------------------- |
| NAME             | Kanngießer, Peter Friedrich                       |
| KURZBESCHREIBUNG | deutscher Historiker, Dichter und Hochschullehrer |
| GEBURTSDATUM     | 3. Mai 1774                                       |
| GEBURTSORT       | Glindenberg                                       |
| STERBEDATUM      | 7. April 1833                                     |
| STERBEORT        | Greifswald                                        |